# Waghapur
Waghapur es una ciudad censal situada en el distrito de Yavatmal en el estado de Maharashtra (India). Su población es de 12684 habitantes (2011). Se encuentra a 1 km de Yavatmal y a 146 km de Nagpur.

## Demografía
Según el censo de 2011 la población de Waghapur era de 12684 habitantes, de los cuales 6510  eran hombres y 6174 eran mujeres. Waghapur tiene una tasa media de alfabetización del 94,26%, superior a la media estatal del 82,34%: la alfabetización masculina es del 96,91%, y la alfabetización femenina del 91,46%.